# 劳拉·路德维希
劳拉·路德维希（德語：Laura Ludwig，1986年1月13日—），德国女子沙滩排球运动员。她曾代表德国参加2008年、2012年、2016年和2020年夏季奥林匹克运动会沙滩排球比赛，其中2016年奥运会获得一枚金牌。